# ناحیه هلند، شهرستان میسوکی، میشیگان
ناحیه هلند (به انگلیسی: Holland Township) یک منطقهٔ مسکونی در ایالات متحده آمریکا است که در شهرستان میسوکی واقع شده‌است.
 ناحیه هلند  ۲۴۸ نفر جمعیت دارد و ۱۹۲ متر بالاتر از سطح دریا واقع شده‌است.